# 440411 Piovani
440411 Piovani è un asteroide della fascia principale. Scoperto nel 2005, presenta un'orbita caratterizzata da un semiasse maggiore pari a 2,9076940 au e da un'eccentricità di 0,1030289, inclinata di 9,72827° rispetto all'eclittica.